# Harald Wohlrapp
Harald Rüdiger Wohlrapp (* 6. Juni 1944 in Hildesheim) ist ein deutscher Philosoph und emeritierter Professor für Philosophie an der Universität Hamburg. Sein Spezialgebiet ist die Argumentationstheorie.

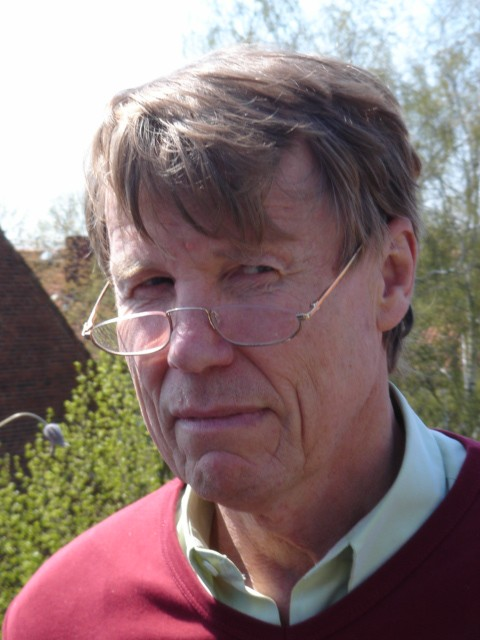
Harald Wohlrapp

## Werdegang
Harald Wohlrapp studierte von 1965 bis 1970 vergleichende Sprachwissenschaft, Psychologie, Soziologie, politische Wissenschaft und Philosophie in Freiburg/Br., Paris und Erlangen. Er promovierte 1970 in Erlangen in Philosophie und habilitierte sich 1980 in Konstanz. Seit 1983 ist Wohlrapp Professor für Philosophie an der Universität Hamburg. Im September 2009 wurde Harald Wohlrapp emeritiert und hielt am 9. Dezember 2009 seine Abschiedsvorlesung zum Thema Was ist Religion?.

## Argumentationstheorie

### Überblick
Harald Wohlrapps Arbeitsgebiete und Forschungsschwerpunkte sind Dialektik (Platon, Hegel, Marx), Pragmatismus (Peirce, Mead, Hugo Dingler), Wissenschaftstheorie (Lorenzen, Feyerabend), Kulturtheorie und Sprachphilosophie (Wittgenstein, Kuno Lorenz). Das Ziel von Wohlrapps philosophischem Engagement ist die begriffliche Analyse und ideelle Bestimmung des argumentierenden Redens.
Dabei wird Argumentationstheorie nicht als irgendein Spezialgebiet der Philosophie betrachtet, sondern als die Bedingung der Möglichkeit zukünftigen Philosophierens. Nach den Relativierungsschüben des 20. Jh. (insb. der Bedeutungsrelativierung im Sprachspiel-Konzept von Ludwig Wittgenstein, der Wissensrelativierung im Paradigma-Konzept von Thomas S. Kuhn und dem Auseinanderfallen des Wahrheitsbegriffs in ca. fünf Konzepte) habe die Philosophie für die Sicherung ihres produktiven Weiterdenkens nur noch Argumente, womit die Frage, was Argumente sind, was sie leisten können, wie sie irgendwelche Thesen als gültig ausweisen können, zu einer Grundfrage geworden sei. Die traditionellen Antworten (Logische Folgerung und Rhetorische Figur), von denen auch noch die gegenwärtigen argumentationstheoretischen Ansätze weitgehend geprägt sind, hält Wohlrapp für unzulänglich: Mit der Logik könne eine neue These nur kritisiert, nicht gestützt werden und die Rhetorik sei blind gegenüber Geltungsfragen.
Wohlrapp unterscheidet zwischen epistemischer Theorie (das Wissen, von dem wir bei der Argumentation ausgehen) und thetischer Theorie. Letztere wird kreativ konstruiert, um aufgetretene Orientierungslücken zu schließen.

### Grundoperationen
Die Argumentation wird dialogisch aufgefasst, die Argumente sind also adressiert und der Adressat ist ein kompetenter kritischer Opponent.
Dabei werden die Grundoperationen Behaupten, Begründen und Einwenden erarbeitet: Eine Theorie wird durch Begründungen aufgebaut und durch Kritik abgebaut. Begründungen beginnen mit Anfängen aus einer epistemischen Theorie und werden durch Inferenzen aus semiformalen Schritten weitergeführt. In der dialogischen Kontrolle dieses Vorgehens werden Einwände erhoben.
Dabei erweitert Wohlrapp das übliche auf einem deduktiven Prämisse-Prämisse-Konklusion-Schema beruhende logische Schließen um eine so genannte retroflexive Struktur. Weil es manchmal den Thesen an einer theoretischen Basis fehlt, wird diese erweitert und insofern stützt dann die These auch die Argumente, ohne dabei zirkulär zu werden.

### Rahmenstrukturen
Eine für das Argumentieren unerlässliche Pointe ist der Rahmen in dem etwas steht oder in dem man etwas sieht. Man fasst etwas als etwas auf: Ein Auto ist als Transportmittel oder auch als Städteverwüster ansehbar, also rahmbar.
Rahmen stellen strukturelle Voraussetzungen dar, die als subjektiv-begriffliche Komponenten in die Formulierung einer These oder von Argumenten eingehen.
Rahmenaufhebungen, die Verschiebungen von Rahmen, ihre Überschreitungen oder das Zusammenführen zweier unterschiedlicher Rahmen-Perspektiven bergen die Möglichkeit Orientierungslücken zu schließen oder Unverträglichkeiten zu beheben und dadurch die Geltung einer These hervorzurufen. Wohlrapp stellt Strategien oder Hinweise vor, wie man bei Heterogenität von Rahmen vorgehen kann: Rahmenkritik, Rahmenhierarchisierung, Rahmenharmonisierung und Rahmensynthetisierung.

### Argumentative Gültigkeit
Wohlrapps Ansatz fasst Argumentation als eine Praxis auf, in der es darum geht, Orientierungsdefizite durch probative Theorieverbesserung zu überwinden. Dabei wird von Wohlrapp ein Begriff der Gültigkeit von Thesen entwickelt, die dann nicht von der Meinung oder der Zustimmung abhängt, sondern vom Potential der jeweils verfügbaren theoretischen Basis. Insofern unterscheidet sich der Wohlrappsche Ansatz ganz bewusst von der konsensorientierten Validität von Argumenten. Die Zustimmung macht ein Argument nicht unbedingt einsichtig.
Eine These, die vor dem „offenen Forum der Argumente“ als „einwand-frei“ erwiesen werden kann, ist als „Neue Orientierung“ tauglich. Mit dieser Konzeption bietet Wohlrapp eine neue Perspektive für den Umgang mit dem Relativismus-Problem. Angesichts der Alternative zwischen Relativismus und Universalismus appelliert er an die Kreativität der Vernunft: Wir hätten die Möglichkeit, den eigenen Standpunkt zur Disposition zu stellen und in Auseinandersetzung mit anderen Auffassungen in Richtung auf eine weniger beschränkte Weltsicht von innen heraus weiterzuentwickeln. In diesem Zusammenhang verweist Wohlrapp auf das Prinzip der Transsubjektivität, das von Paul Lorenzen entwickelt wurde und eine vernünftige Bestimmung des Argumentierens in den Fokus rückt.
Obwohl keine allgemein verbindlichen Regeln, auf die man sich beim Umgang mit Kontroversen und Konflikten beziehen könnte, mehr etabliert sind, kann immer noch argumentiert werden, um sie unter Umständen selbst herzustellen.

### Themenfelder
Wohlrapp illustriert seinen Ansatz gerne anhand des Aufbruchs von Colón in die Neue Welt, des Prozesses gegen Ludwig XVI. und anhand der wissenschaftlichen Episode um den Wärmestoff Phlogiston. Er beteiligt sich aus seiner argumentationsphilosophischen Perspektive an Diskursen zur interkulturellen Kommunikation, zu Menschenrechten, zur behaupteten Gerechtfertigtheit von humanitär motivierten Kriegen und zur Genforschung. Wohlrapp arbeitet zudem an den Beziehungen zwischen Argumentieren und Glauben.

## Auswahl Publikationen
- Philosophie als Wissenschaft der Reflexion: Systematische Studien zur Dialektik. Erlangen, Univ., Diss., 1970
- Argumentieren und Handeln: Entwurf einer dialektischen Intercognitionstheorie. Hamburg, Univ., Habil.-Schr., 1978
- Handlungsforschung. Systematische Überlegungen zu einer dialektischen Handlungstheorie, insbesondere bemüht um ein Verständnis des Verhältnisses zwischen Erkennen und Handeln, nach welchem Handeln zugleich als Bewußtwerden und als Verbessern der Situation aufzufassen ist, nebst einer Illustration des Gemeinten anhand der Reformen des Psychiaters Jan Foudraine. In: Methodenprobleme der Wissenschaften vom gesellschaftlichen Handeln / hrsg. von Jürgen Mittelstraß. - Frankfurt am Main: Suhrkamp, 1979, S. 122–214
- (Hrsg.): Wege der Argumentationsforschung. Stuttgart-Bad Cannstatt: Frommann-Holzboog, 1995 ISBN 3-7728-1660-6
- Die Suche nach einem transkulturellen Argumentationsbegriff. Resultate und Probleme. In: Horst Steinmann und Andreas Georg Scherer (Hrsg.): Zwischen Universalismus und Relativismus. Frankfurt am Main: Suhrkamp, 1998 ISBN 3-518-28980-2
- Krieg für Menschenrechte? In: Deutsche Zeitschrift für Philosophie 48 (2000) 1, S. 107–132
- Sind Menschenrechte aufrechenbar? In: Georg Meggle (Hrsg.): Humanitäre Interventionsethik. Was lehrt uns der Kosovo-Krieg? Paderborn: Mentis, 2004, S. 181–200
- Der Begriff des Arguments. Über die Beziehungen zwischen Wissen, Forschen, Glaube, Subjektivität und Vernunft. Würzburg: Königshausen u. Neumann, 2008 ISBN 978-3-8260-3820-4
- Praxis, Wert, Friede: einige Argumente zu den pragmatischen Grundlagen der Unternehmensethik. In: Zeitschrift für Wirtschafts- und Unternehmensethik, 2009, 10(3), 273–286. online
- The Concept of Argument. A Philosophical Foundation. Amsterdam / New York: Springer 2014 ISBN 978-94-017-8761-1
- Der Begriff des Arguments. Eine philosophische Grundlegung. 3. Aufl. Darmstadt: wbg Academic, 2021 ISBN 978-3-534-40480-3 pdf online OA

Weitere Publikationen sind in der Publikationsliste zu finden.